# Tilikum
 (janvier 2017).
Cet article concerne la pirogue. Pour l'orque, voir Tilikum (orque).

Carte du voyage de Tilikum.

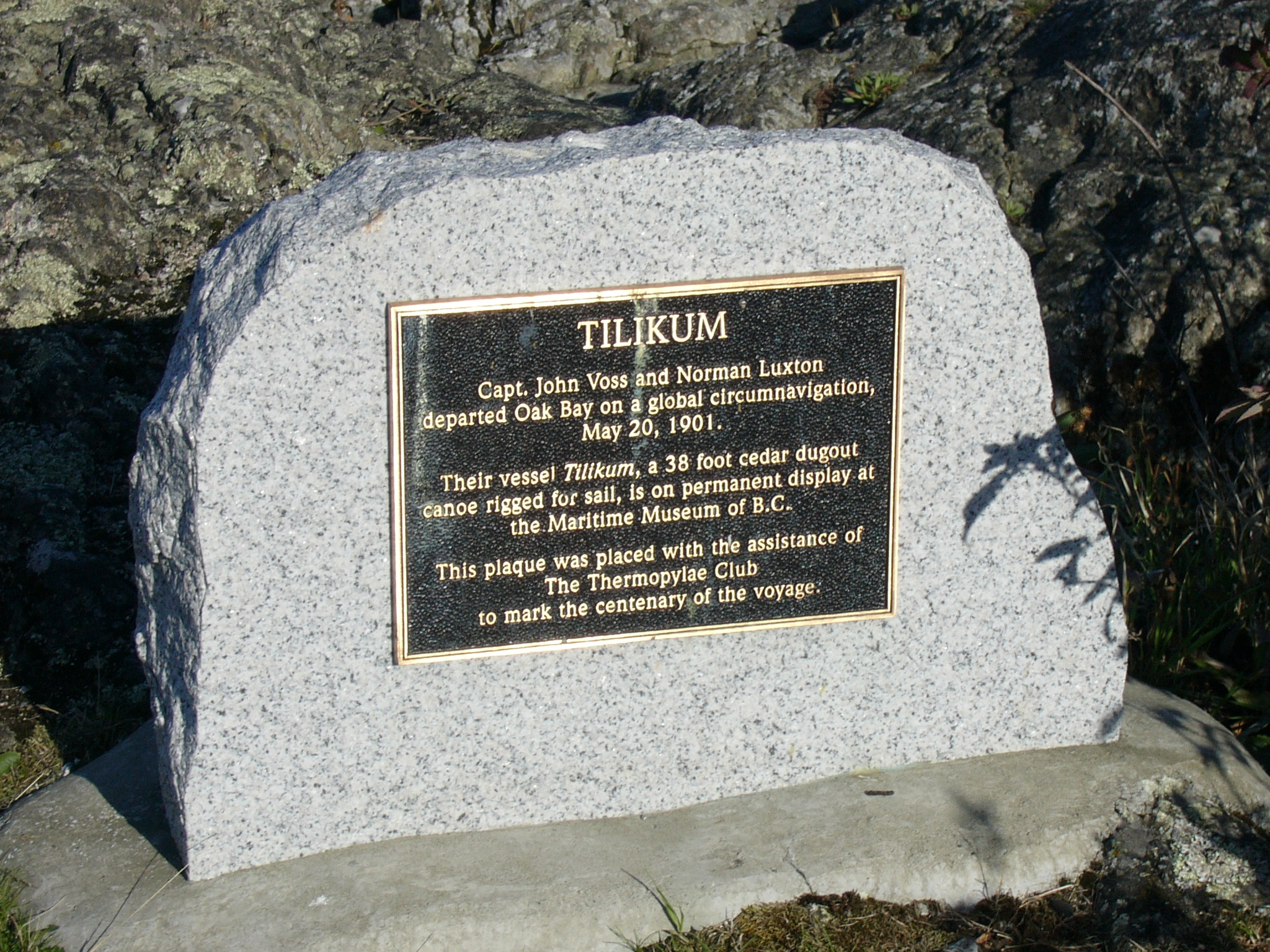
Plaque commémorative du voyage de Tilikum.

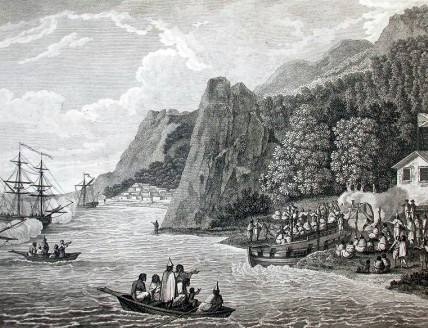
Pirogue nootka

Tilikum est une pirogue monoxyle longue de 38 pieds (11,5 m) et large de 5,6 pieds (1,68 m), construite par les Amérindiens Nootkas au début du XIXe siècle. Elle fut achetée en 1901 en Colombie-Britannique (Canada) par l’aventurier John (Jack) Klaus Voss, qui la  baptisa Tilikum (Ami en dialecte chinook), l’équipa pour la haute mer en renforçant sa structure, la ponta et lui ajouta une voilure de 21 m2. Voss, qui désirait rééditer la circumnavigation de Joshua Slocum, mena son embarcation entre 1901 et 1904 sur les Trois Océans, de la côte Ouest de l’Amérique du Nord jusqu’en Angleterre. Il était accompagné d’un équipier (et plusieurs se succédèrent à bord) ; l'un d’eux disparut en mer au large de l’Australie. 
Tilikum est désormais exposée dans une salle du musée maritime du parc Thunderbird, à Victoria au Canada.

## Le bateau, le capitaine, et l’équipier
Cette grande pirogue monoxyle, du type appelé localement « pirogue de Nootka » utilisé par les Indiens  Nuu-Chah-Nulth (Nootkas) de la côte Nord-Ouest du Pacifique pour aller chasser la baleine en haute mer, avait été creusée au début des années 1800 dans le tronc d’un gigantesque et très vieux thuya géant (Thuja plicata) de la forêt pluviale nord-américaine.  
John (Jack) Klaus Voss, le capitaine, était un aventurier né autour des années 1860 à la frontière du Danemark et de l’Allemagne,. Il navigua en mer du Nord dès l'âge de 16 ans, puis à 19 ans signa pour son premier engagement au long cours (comme mousse) sur le Prussia. Il devint gabier puis mate (second) sur des grands navires à voile, à une époque et dans un milieu où la taille des poings du second et son punch étaient aussi importants que ses connaissances maritimes : l’équipage souvent recruté par la méthode du press-gang (enrôlement forcé) était plutôt porté à l’insubordination. 
Quand, au début du XXe siècle, la marine à vapeur prit le pas sur la marine à voile, Voss, (qui se présentait comme « Captain Jack Voss »), se retrouva sans emploi sur la côte Ouest du continent nord-américain, tout comme le capitaine Joshua Slocum sur la côte Est. Alors que Slocum entreprenait de reconstruire un sloop qui pourrissait dans une vasière et de le conduire seul autour du monde, Voss se fit chercheur d’or, puis patron d’un schooner, le Xorea, chercha des trésors enfouis sur l’île Cocos et sur la côte d’Amérique Centrale. Ensuite il remonta vers le Nord, entreprit la chasse aux phoques et braconna aussi les loutres marines, déjà quasiment exterminées car leur fourrure était très recherchée. En somme, Voss aurait pu être le modèle de Wolf Larsen, patron de goélette phoquière, dans le roman d’aventure The Sea-Wolf de Jack London. Autre point de ressemblance  avec Wolf Larsen (qui était sujet à des « crises nerveuses ») : Voss, qui, selon son équipier, était à jeun une brute morose, devenait avec facilité fou furieux dès qu’il buvait de l’alcool. 
La raréfaction des populations de phoques, qui allait amener la Russie et les États-Unis à en interdire la chasse, remit Voss sur le sable. Il avait alors une quarantaine d’années, et de plus charge de famille : il avait épousé en 1886 une jeune fille de la diaspora germanique, Lily Baumann, et leur premier enfant, une fille, était née en 1888, suivie de deux garçons… Il acquit alors des parts dans un hôtel à Victoria. Mais il continua à naviguer : ses talents de marin et de meneur d’équipage, sa connaissance de la côte Nord-Ouest (dangereuse car semée d’écueils, avec des variations brutales de météo, des brouillards soudains, des marées et des courants puissants et anarchiques), le faisaient rechercher par des employeurs particuliers. Il était maintenant accusé par les garde-côtes de passer des immigrants chinois clandestins, et aussi de trafiquer l’opium. Les documents photographiques de l’époque (même si l’on tient compte de la pose prolongée et d’une mise en scène de studio) le montrent  massif, orgueilleusement campé, casquette enfoncée sur les yeux, moustache en guidon de vélo, galons de capitaine en évidence, le poing droit crispé sur un bâton symbolisant une barre franche. Même exaltation de la force brutale que sur les clichés de Stanley, qui, lui, tient un stick (une cravache). 

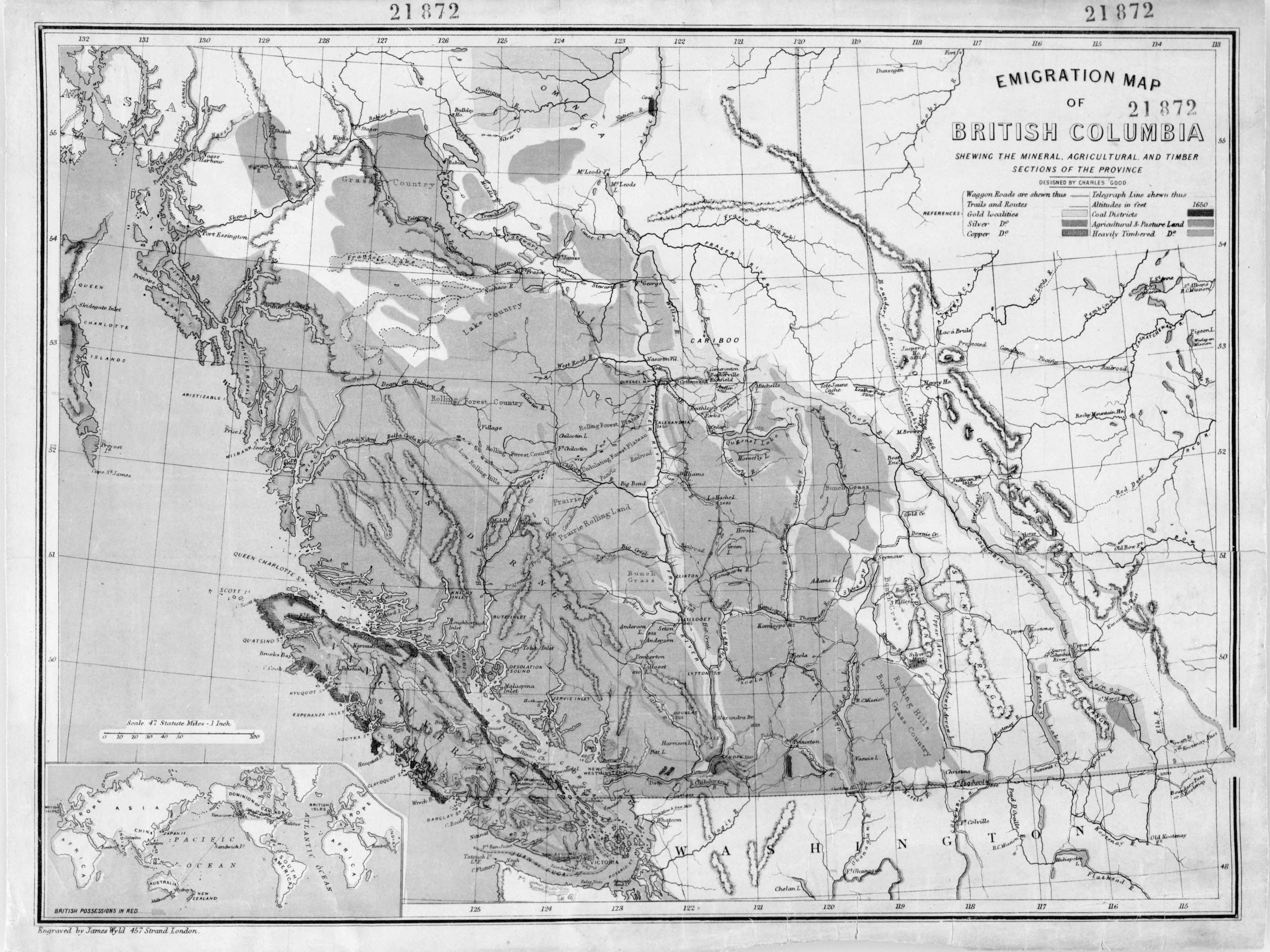
Carte de Colombie-Britannique (1873) due à User:Bobbany. Noter les anses Nootka et Clayaquot (sur la côte Ouest de l'île Vancouver), la chaîne côtière et les nombreux fjords et îles. L'île Galiano est au nord de Victoria.

Le XXe siècle débutant favorisait de toutes façons les explorations, les découvertes, la prédation des ressources naturelles du type gold-rush (ruée vers l’or), le colonialisme et le mercantilisme, et exaltait l’individualisme, et en général toute entreprise visant à confirmer la suprématie de la race blanche.
En 1901, Voss consommait dans un bar de Victoria, et la conversation roulait sur les qualités nautiques des grandes pirogues indigènes, ainsi que sur le best-seller que venait de publier Joshua Slocum après son tour du monde en solitaire sur le Spray (de 1895 à 1898), et naturellement sur le montant des droits d’auteur perçus par le premier circumnavigateur solitaire. Voss paria qu’il pouvait faire mieux que Slocum, et même « traverser les Trois Océans sur un bateau plus petit que le Spray ».
Norman Luxton (1876-1962), un jeune aventurier de bonne famille, qui avait acquis comme petit employé du Bureau des Affaires Indiennes une certaine connaissance des techniques et des arts indiens et était aussi un journaliste local, se trouvait au bar à la recherche d’informations : il dirigeait une gossip sheet (un petit journal relatant les commérages locaux) hebdomadaire, le Town Topics. Il pensa qu’il serait intéressant et fructueux de publier un journal de voyage identique à celui de Slocum, même s’il s’agissait d’une circumnavigation accomplie à deux. Il releva le pari, s’associa à Voss et (dit-il) lui avança l’argent nécessaire au projet.

## Les préparatifs

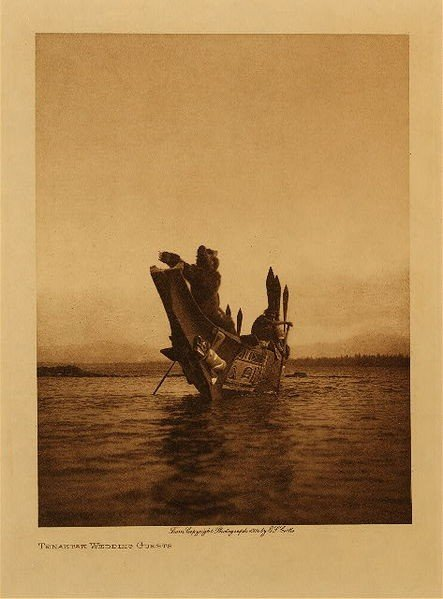
Comme cette grande pirogue (montée par leurs voisins de la nation Kwakwaka'wakw), Tilikum transporta sans doute des cortèges nuptiaux d'Indiens Nuu-cha-nulth en fête : chef en déguisement d'ours debout à la proue, et guerriers levant haut leurs pagaies...(photo prise au début du XXe siècle, tirée du livre "L'Indien d'Amérique du Nord" de Edward S. Curtis)

Voss trouva dans l’anse de Clayaquot une grande « pirogue de Nootka » et l’acheta à une vieille indienne, moyennant 80 silver dollars et une bouteille de booze qui scella la cérémonie rituelle de transfert. La « pirogue de Nootka » commença ainsi sa nouvelle vie sous les auspices de l’alcool distillé, qui allait dorénavant l’accompagner : un passager clandestin obsédant, John Barleycorn montait aussi à bord.     
Voss fit amener la pirogue à Spotlight Cove (l’anse de la Tache-de-Lumière), sur l’île Galiano, et la fit aménager pour la haute mer par un charpentier de marine nommé Harry Vollmers : il la fit barroter et ponter, lui ajouta une quille pour la renforcer longitudinalement, rehaussa le franc-bord de 7 pouces (21 cm environ) et bâtit une cabine de 5 pieds de large sur 7 de long, soit 1,5 × 2,1 m : la coque de Tilikum était donc un long fuselage d’environ 11 × 1,70 m, surmonté par un petit kiosque à l’avant arrondi, tout à fait adapté à un bateau qui devait « piquer dans la plume. » Le pont de Tilikum devait être souvent sous l’eau, et la cabine n’était qu’un étroit boyau de faible hauteur sous barrots, meublée d'un seul bunk (bat-flanc) et d'un petit coffre, dont le couvercle large de 14 inches (42 cm) servirait de siège : dans cet environnement bon à la rigueur pour un navigateur solitaire ascétique, la promiscuité et l’alcool n’allaient pas tarder à exercer leurs effets sur l’équipage… 
Par ailleurs, Voss, qui connaissait les bateaux tropicaux et voulait un navire original capable d’attirer les badauds aux escales, aurait pu penser à unir deux pirogues pour en faire un catamaran, ou à ajouter deux flotteurs à Tilikum pour en faire un trimaran… Quoi qu’il en soit, Voss plaça logiquement le cockpit à la jonction tiers moyen — tiers arrière de la pirogue, le protégea des embruns par un rebord de 10 pouces (30 cm) de haut environ, et y fit revenir toutes les manœuvres, ce qui était une idée novatrice géniale, compte tenu de l’étroitesse et de la longueur du pont. Fort de son expérience des voyages au long cours, il fit fabriquer deux tanks en acier galvanisé pour l’eau de boisson, et fit monter des partitions dans la coque pour embarquer les conserves. Il fit aussi fixer à la poupe un gouvernail à jaumière, une quille en plomb de 300 livres sous la coque, et un lest d’une demi-tonne sous les planchers. Comme Tilikum lui paraissait cependant encore assez volage, Voss embarqua (en sus d’une grande quantité de conserves et d’une bonne provision d’alcool) quatre  sacs de sable de 100 livres (50 kg) chacun, qui joueraient le rôle de lest mobile, voire de ballast à balancer par-dessus bord en cas de besoin…
Enfin, pour parer à toute éventualité, l’aventurier embarqua aussi deux carabines Winchester, un fusil de chasse, deux revolvers ; et naturellement un sextant, un chronomètre, des tables nautiques, une carte des vents, et un compas (un seul compas…). Luxton emporta sa grosse chambre photographique, qu’il maniait habilement, et tous les nombreux accessoires du photographe de l’époque : il voulait illustrer le livre qu’il ferait paraître après leur périple. Il emporta aussi les œuvres complètes de Rudyard Kipling.
Le gréement (décrit comme un gréement de schooner), se composa de trois petits mâts : la misaine portait une trinquette bômée, un foc et une voile à corne ; le grand mât, une grand-voile à corne ; l’artimon, une voile triangulaire rappelant la cutty sark (la « toile coupante ») du mât arrière des clippers. En tout 230 pieds carrés (21,3 m²) de sterling sails (de voiles « de bon aloi ») solides, lacées aux mâts. Voss ne jugea pas utile d’ajouter un boute-hors : les photos de Tilikum montrent que l’étai avant était fixé sur la nuque de l’impressionnante tête d’« oiseau-tonnerre », le totem-figure de proue qui ouvrait son bec agressif à l’extrémité de la guibre élancée.

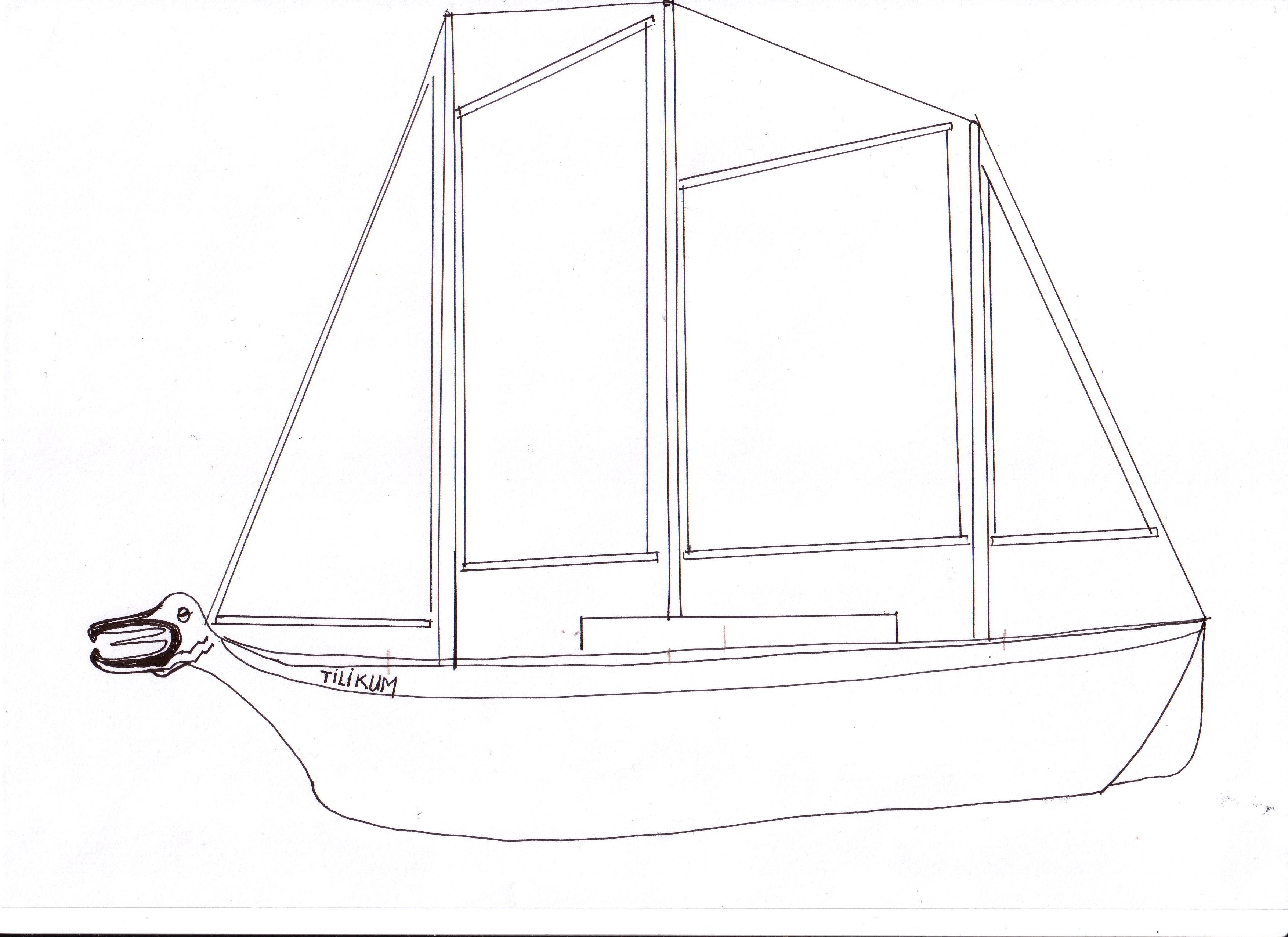
Tilikum en 1901, après aménagements, prête à parcourir les 3 Océans.

Fine, élancée, Tilikum avait fière allure après sa remise à l’eau. Sa coque blanche et nette, ses voiles neuves (cf schéma) se détachaient sur un arrière-plan chaotique : le sable noir du rivage, jonché de troncs énormes écorcés par le ressac et jetés les uns sur les autres comme un monstrueux jeu de mikado. Les falaises austères la surplombaient, couvertes de conifères et dominées, entre les nuages, par la cime de la chaîne côtière, le mont Waddington.

## Le départ
L’analyse du voyage est légèrement compliquée par le fait qu'il en existe deux relations, écrites par deux protagonistes qui se sont largement et publiquement opposés. De plus, le livre de Voss a été écrit en 1913 (soit neuf ans après la fin de son tour du monde…) à Yokohama alors que la relation de Luxton (qui ne fut publiée qu’en 1972 par sa fille, soit 10 ans après la mort de l’écrivain) n’aurait été au départ destinée qu’à un usage uniquement familial. Luxton, manifestement porté à enjoliver la réalité, se plait de plus à mettre en lumière l’intellectualisme du matelot par opposition aux instincts primaires du capitaine. Plus que l’épuisement et le climat, ce seraient la brutalité et l’ivrognerie de ce dernier qui auraient forcé le gentleman-matelot à abandonner le voyage à mi-chemin… Il est certain qu’il s’agissait d’un équipage mal assorti : pour capitaine, un marin monté en grade à la force des poignets et habitué à se servir de ses poings pour régler les différents ou punir les manquements à la discipline du bord – et pour matelot un fils de famille à l’affût du sensationnel, qui fait penser à Panurge, et comme lui ignore tout de la mer et la supporte mal. Et chez chacun d'entre eux un ego surdimensionné, le tout enfermé dans un bateau étroit et volage…
Tilikum sortit d’Oak Bay (un petit port voisin de la capitale d’État Victoria) le 20 mai 1901, sans tambour ni trompette : le fuzz, le cotre des gardes-côtes, risquait d’arrêter Voss s’il le rencontrait en mer. Selon Luxton, pour mieux lui échapper, Voss avait d’ailleurs enregistré Tilikum sous le nom de Pélican : précaution qui ne fut pas inutile, ajoute-t-il, car le Grant, la vedette des douanes, le recherchait si activement qu'il se jeta sur un rocher et dut être remorqué jusqu’au port pour la plus grande joie des amis restés à terre… À 10 miles de Victoria, le mauvais temps et les brisants autour de Race Rock réveillèrent Luxton qui récupérait en bas : he hit the straw (il s’était affalé sur sa paillasse) après la soirée de départ trop bien arrosée. Vent et courants étant contraires, Tilikum rentra à Sooke Harbour, où on calfata quelques petites voies d’eau. Luxton dit qu’en attendant que le temps devienne plus maniable, ils allèrent « visiter » un vieux cimetière indien, afin de s’approvisionner à bon compte en « curios » (dents de cachalot sculptées, masques mortuaires, etc.) qui pourraient servir ultérieurement à financer les escales. Tilikum repartit, mais n’arriva pas à doubler le cap Flattery : elle remontait très mal au vent en l’absence des cinquante vigoureux pagayeurs qui la montaient autrefois.

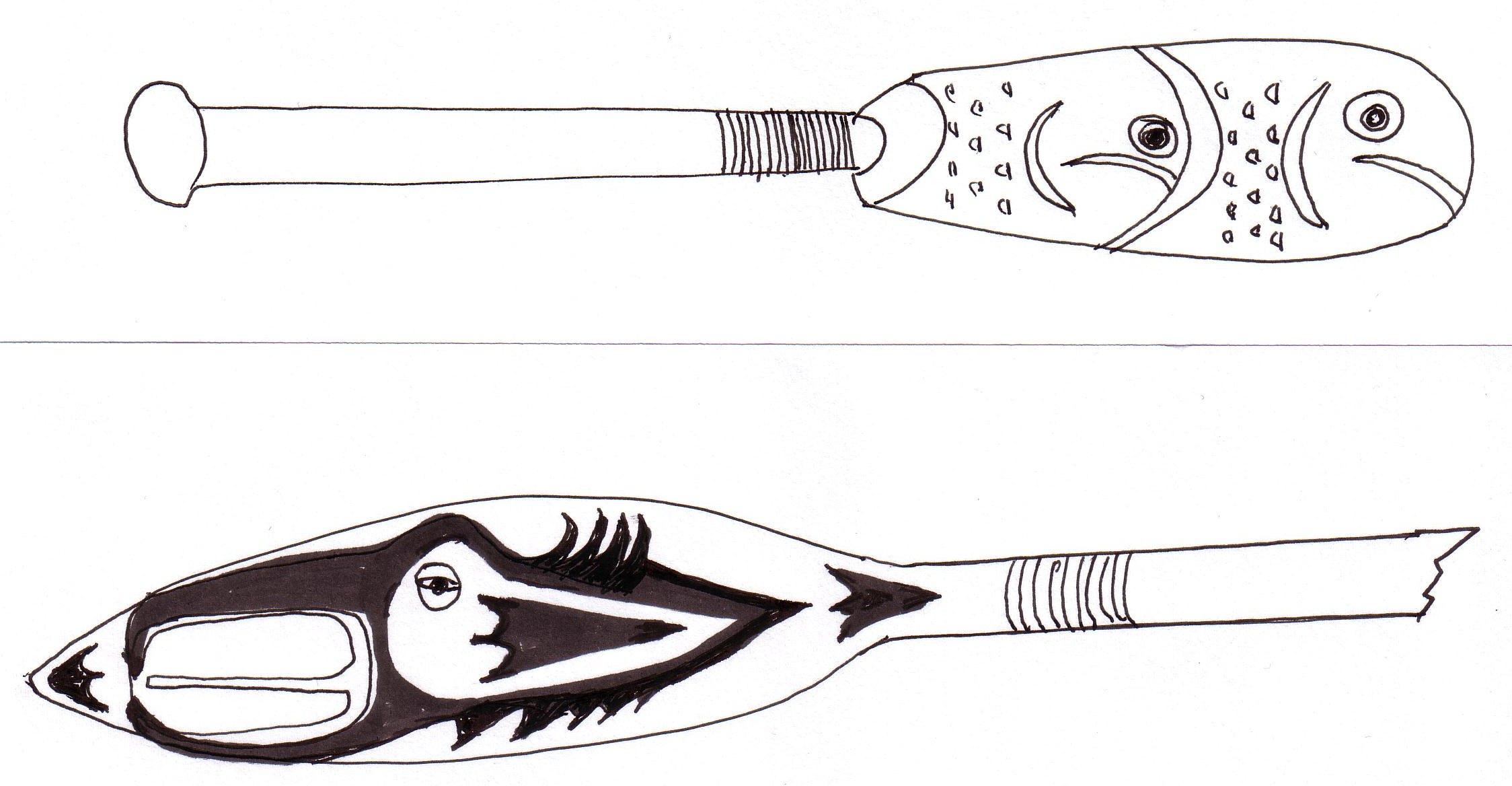
Dessin d'après des pagaies en cèdre (art amérindien Kwakwaka'wakw, Colombie Britannique) : une petite pagaie de rivière décorée de saumons remontant (yeux et écailles en nacre d'ormeau incrustée) - et grande pagaie de mer avec tête d'"Oiseau Tonnerre" hurlant. Pour les Amérindiens, même les objets usuels doivent être beaux.

Elle trouva un abri sous la côte Ouest de l’île de Vancouver, et son équipage, en attendant un vent favorable, alla assister au dépeçage d’une baleine par une tribu d’Indiens. Puis les vacances forcées prirent fin : le temps était favorable, le départ fut décidé.

## Première partie du voyage: de la Colombie-Britannique aux Îles Tropicales
Tilikum reprit la mer le 6 juillet 1901, cap au Sud-Ouest. L’escale suivante devait être l’île Pitcairn. Mais à peine Tilikum avait-elle fait 25 miles qu’elle rencontra un banc de baleines grises (justement celles qu’elle avait commencé à chasser 100 ans auparavant…) en pleine migration, qui manquèrent l’écraser.
Tilikum descendit ensuite la côte Ouest de l’Amérique du Nord. Le temps était parfois beau, parfois mauvais. Voss apprenait à Luxton les techniques de base de la navigation à la voile, et aussi des tours personnels utiles, comme l’utilisation de l’ancre flottante pour étaler les coups de vent : une fois l'ancre flottante larguée par-dessus bord, Tilikum sagement heaved to (faisait tête aux vagues en tirant sur son aussière), et le pont étroit restait « pratiquement sec ».
Ils traversèrent les alizés du Nord-Est, puis souffrirent dans le pot-au-noir de la zone intertropicale, les calmes, la chaleur moite, les brises erratiques et les grains soudains des dolldrums. Ils abandonnèrent l’idée d’aller jusqu’à Pitcairn, d’autant plus que les conserves avaient pris l’eau. Surtout, le niveau de l’eau potable baissait d’une façon étonnante dans les tanks. Et de plus Tilikum faisait eau, et il fallait écoper plusieurs fois par jour. Le 12 août ils eurent l'idée de goûter l'eau qui courait dans les fonds et se rendirent compte qu'en fait c'était leur eau douce qu'ils rejetaient à la mer (car un réservoir fuyait) ; leur moral fut alors au plus bas.  

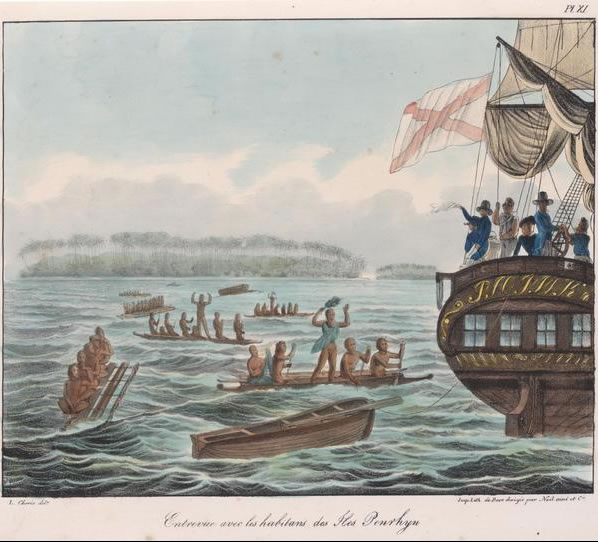
Les atterrages de Penrhyn Island (Tongareva) n'ont guère dû changer entre le passage d’Otto von Kotzebue (1816) et celui de Tilikum en 1901.

Le 1er septembre 1901 ils aperçurent des palmiers à l’horizon : c’était Penrhyn Island (Tongareva), un immense atoll de l’Archipel Cook. Les deux marins eurent alors une « discussion animée » : Voss, craignant que les îliens ne soient agressifs, voulait continuer sur les Samoa, alors que Luxton, épuisé par cent jours de mer et le rationnement en eau et en vivres, voulait à tout prix aborder. Voss, lui, ne paraissait pas affecté par la nourriture moisie, et buvait tous les jours un verre d'eau de mer. Ils virent alors deux mâts près de terre, et rejoignirent au mouillage une goélette. C’était la Tamara Tahiti, au capitaine George Dexter, un métis américano-tahitien associé à Jo Winchester, un « gentleman-marin anglais », et ils étaient à la recherche des fameuses perles noires de Tongareva.
Voss et Luxton descendirent à terre et s’accordèrent trois semaines de fête, pendant que le carénage de Tilikum était pris en charge par les Tongareviens, qui finalement étaient extrêmement accueillants : Luxton dit avoir échappé par miracle au mariage avec une « princesse » locale. La demoiselle vint selon lui, avec une amie, faire sur Tilikum de longs adieux aux navigateurs lorsqu’ils décidèrent de partir.
Le 25 septembre 1901, Tilikum mit cap sur les Samoa, avec escale prévue à Danger Island. Pendant le trajet vers les Samoa, une violente altercation serait survenue entre les deux hommes : selon Luxton, Voss, complètement ivre et devenu fou-furieux, aurait menacé de le jeter par-dessus bord. Lui, Luxton (qui ne buvait jamais en mer, assurait-il) aurait dû, en état de légitime défense, tenir Voss en respect avec son pistolet 22 LR, et l’enfermer dans le poste jusqu’à l’arrivée à Apia. 
À Apia, capitale des Samoa, les deux hommes se raccommodèrent et firent à nouveau la fête ensemble. Luxton serait tombé sous le charme d’une certaine Sadie Thompson, « qui avait de sacrés jambons, et des seins gros comme des choux », et qui voulait qu’il reste à Apia pour l’aider à diriger son magasin. Quant à Voss, il se contente d’écrire que « tout le monde sachant comment on vit là-bas, il ne voyait pas la nécessité de s’y étendre ». 
Luxton dit avoir visité les sites notables, et en particulier, en bon intellectuel, la tombe de Robert Louis Stevenson, sur le Mont Vaea à Vailima, et avoir vibré en lisant les vers du poème « Requiem » gravés sur la tombe : 

« Under the wide and starry sky,

Dig the grave and let me lie.

Glad did I live and gladly die,

And I laid me down with a will. »

Luxton dit qu’avant de mettre à la voile pour les îles Fidji, il fit signer à Voss, par-devant un commerçant local (un certain M. Swan) un affidavit, une attestation solennelle, par laquelle Voss s’engageait à se soumettre de bonne volonté à une enquête judiciaire si lui, Luxton, disparaissait en mer. Voss ne parle pas de cet affidavit, soit qu’il le passe volontairement sous silence, soit qu’il  n’ait existé que dans l’imaginaire fertile de Luxton, soit que cette formalité ait été estompée dans les vapeurs de la fête de départ, puis oubliée dans la katzenjammer consécutive. Voss note simplement en conclusion à leur escale sur les Samoa : « les îles Samoa, les indigènes et leurs habitudes ont été si souvent décrites que je ne m’y étendrai pas, et je reprends ma relation de voyage. » 
Trois jours après le départ d’Apia, ils approchaient Niuafo'ou, un îlot volcanique très accore, le plus au Nord de l’archipel des Tonga. Leur premier contact fut une jeune femme qui vint à la nage leur demander une tranche de « T & B », du tabac à chiquer. Deux jours plus tard, ils touchèrent une des îles Fidji. Pendant que Voss s’occupait du bateau, Luxton se promena à terre, comme un explorateur, avec la carabine et la lourde chambre photographique. Ils arrivèrent ensuite à Suva, et là Luxton rencontra à terre un fonctionnaire blanc à cheval, qui lui dit qu’il fallait un permis du gouvernement des Tonga pour aller à terre, et qui le mit en garde : ici les îliens raffolaient du « cochon long », la chair humaine.
D’ailleurs peu auparavant Tilikum avait été poursuivie par des catamarans, et Voss avait dû les écarter en tirant un coup de canon : il avait à bord une vieille bouche à feu espagnole de petit calibre, trouvée sur une plage avant le départ. Les îliens, effrayés par la détonation et le nuage de fumée (due à la poudre noire) se dispersèrent, mais le canon, mal fixé au bastingage, sauta à l’eau sous l’effet du recul et disparut dans les profondeurs. Qui avait mal amarré le canon ? La recherche du responsable entraîna bien entendu encore une violente dispute. Les navigateurs avaient néanmoins à bord la parade classique contre l’assaut nocturne des indigènes : des tacks (semences de tapissier) répandues sur le pont. Mais au matin c’est Luxton, pieds nus, qui marcha sur les semences.
Luxton dit qu’ensuite Tilikum fut jetée, pendant la nuit, par-dessus le récif côtier d’un atoll. Il serait tombé à l’eau et, en nageant frénétiquement de peur des requins, aurait pu reprendre pied sur le récif, et attendre le jour en se cramponnant au rocher sous les déferlantes. À l’aube Voss (qui ne parle pas de cet échouement) l’aurait récupéré en piètre état, épuisé, les ongles arrachés, pieds et mains lacérés par les coraux, et couvert de contusions. Ils restèrent quelques jours sur cet atoll, dit Luxton, pour se refaire, puis parvinrent au port de Suva. 
À Suva, Luxton quitta le bord le 17 octobre 1901. Il était épuisé, démoralisé, souffrait de coral fever (la fièvre due à l’inoculation du mucus venimeux des coraux dans les plaies et à leur surinfection). Il était las aussi du caractère imprévisible de Voss, de sa violence quand il avait bu, de leurs disputes et de leurs pugilats : « les tempêtes n'étaient rien, disait-il, rien à côté du clash of personalities. » Luxton  prit le premier vapeur pour Sydney, et avant de partir raconta en ville à qui voulait l’entendre qu’il faudrait que le prochain matelot de Voss soit un dur-à-cuire, et que surtout avant d’appareiller il prenne soin de vider tout le bourbon de la cambuse dans l’eau du port.
Arrivé à Sydney, Luxton se fit hospitaliser, et distilla des interviews aux journaux locaux pour leur faire attendre le scoop que serait l’arrivée de Tilikum. Mais la sensationnelle pirogue et son pittoresque capitaine ne se montraient pas.
Dans un bar de Suva, entre autres bums (clochards) tropicaux, beachcombers (« peigneurs-de-plage ») et bar-flies (« mouches-de-bar »), Voss avait rencontré en octobre 1901 un autre aventurier-jeune homme de bonne famille : Walter L. Begent, né en Tasmanie en 1871. Walter Begent avait déjà bien roulé sa bosse,. Begent était un garçon brave et expérimenté : il avait navigué comme matelot, puis s’était engagé dans l’Armée des Indes et avait été blessé au combat. Voss l’engagea comme matelot, et ils mirent à la voile ensemble, le 23 octobre 1901.

## Deuxième partie du voyage: de Sydney à la Nouvelle-Zélande
À Sydney, novembre 1901 tirait à sa fin, et Tilikum n’arrivait pas. Quand elle accosta enfin, Voss était seul à bord, et dans un état qui exigea son hospitalisation for exposure. 
Voss expliqua aux journalistes australiens comment son matelot s’était perdu en mer, et le Launceston Examiner du lundi 25 novembre 1901 publia l’article suivant, sous le titre : « Noyade en mer : Mr W.L. Begent tombé par-dessus bord ». 

« À l’arrivée du yacht Tilikum, son commandant (le Capitaine Voss) a déclaré que son second (et seul compagnon), Mr Walter L. Begent, un Tasmanien, était mort en mer.

» Ce fut absolument épouvantable, nous a déclaré le Capitaine Voss. La mer a été affreuse, et je suis bouleversé : j’ai perdu mon matelot. Il est tombé par-dessus bord, s’est noyé, et ensuite j’ai dû faire face seul. Je n’ai jamais rien vécu d’aussi terrible en toutes mes années de navigation…

» Et le Capitaine Voss continua :

» C’est arrivé le 28 octobre 1901, cinq jours après notre départ de Suva, vers minuit. J’étais à la barre, nous taillions la route à cinq nœuds par grosse mer, quand la veilleuse du « binnacle » s’éteignit. Il y avait un beau clair de lune, aussi ai-je continué à barrer, laissant dormir mon équipier. Je l’ai appelé à minuit pour son quart, lui ai confié la barre, et suis descendu dans le roof pour rallumer la veilleuse du compas. Je le lui ai ensuite tendu, en lui disant de faire attention, et de se tenir. Mais il ne savait pas se tenir à la mer, et ne faisait pas attention à ce que je lui disais. Juste comme je lui passais le compas, le bateau a donné un coup de gite brutal, et mon équipier est passé par-dessus bord avec le compas. J’ai mis aussitôt toute la barre dessous, et l’ai appelé, mais il n’a pas répondu. J’ai largué l’ancre flottante, et suis resté sur place jusqu’au matin  en montant la garde. Mais je ne l’ai plus revu, ni entendu, et après douze heures de recherches, j’ai remis en route pour Sydney. Là, ça a commencé à devenir très dur pour moi : je n’avais plus de compas, et je me guidais sur les étoiles. Mais il y a eu des tempêtes, et pendant des jours et des nuits de suite j’ai dérivé à la merci des éléments sans savoir où j’étais. De temps en temps une étoile apparaissait, et je pouvais reprendre ma route, mais ensuite les grains reprenaient, et je ne pouvais rien faire d’autre que me laisser dériver sous ancre flottante. Ça a duré quatre jours, et ensuite j’ai été pris pendant trois jours dans une violente tempête du Nord. Enfin je me suis retrouvé au large de l’Australie, et un courant du Sud m’a ramené à 50 miles des Heads de Sydney. Lundi matin, j’ai vu votre phare, et j’ai pu atterrir aujourd’hui… »

Voss et Luxton, sortis de l’hôpital, se réconcilièrent et se répandirent de compagnie en Australie, où ils multiplièrent les interviews et les conférences. À Melbourne, ils se séparèrent définitivement. 
Luxton dira ne jamais avoir revu Voss. Il retourna sur la côte Nord-Ouest, se maria avec une jeune fille de bonne famille, et ouvrit à Banff (état d’Alberta, Canada) un magasin pour touristes (le Sign o’ the Goat Store, Magasin du Signe de la Chèvre), où il vendait des souvenirs, de l’artisanat indien, des pelleteries, des articles pour chasseurs et randonneurs, de l’haberdashery (vêtements et articles de mercerie), et naturalisait des trophées de chasse. Reconnu comme un des premiers promoteurs de la station touristique, il fut à Banff une figure locale incontournable pendant une soixantaine d’années, avec sa veste indienne de cuir à franges et son vaste chapeau de cow-boy. Luxton, surnommé Mister Banff (Normie pour les intimes), avait ouvert le premier hôtel de Banff qui restât ouvert toute l’année, et créé un journal, le Crag & Canyon Newspaper, qui parut de 1902 à 1951. 

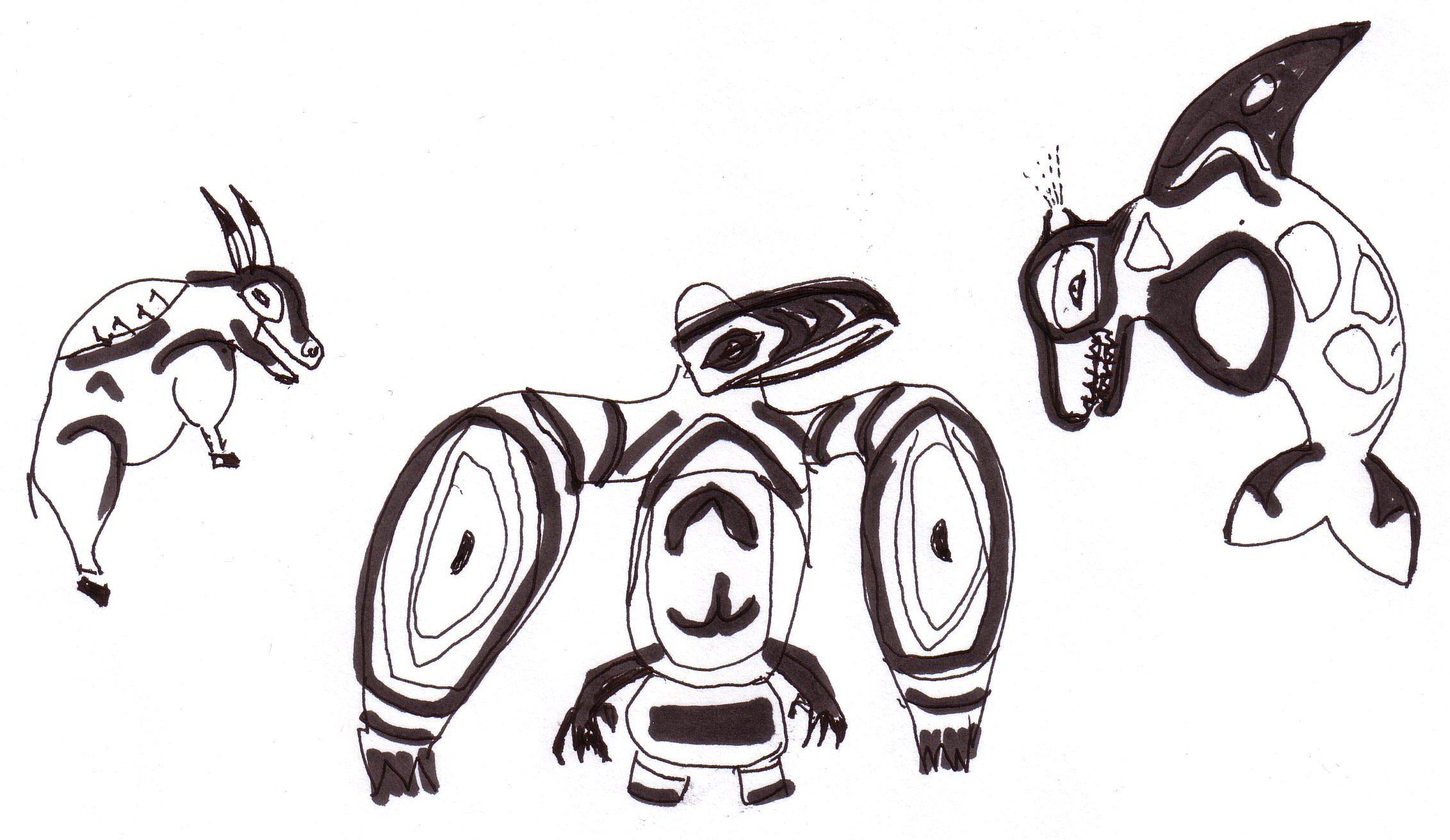
Trois animaux du bestiaire des Amérindiens de la côte Nord-Ouest du Pacifique : le Grand Corbeau (qui apporte aux hommes les saumons dans ses ailes), la Chèvre sauvage (au garrot musculeux et au sourire sardonique) - et l'Orque, dangereusement joviale, qui souffle en sautant hors de l'eau

Le petit ex-employé des affaires indiennes (qui dans sa jeunesse avait trouvé amusant et profitable  d’aller chercher des curios dans les cimetières indiens…), devenu un actif homme d’affaires local, acquit la confiance des Indiens Stoney qui habitaient la réserve de Morley. Les beaux-parents de Luxton avaient d’ailleurs, longtemps auparavant, ouvert une mission et un magasin dans la réserve, et Luxton servit aux Indiens d’intermédiaire et d’agent, les aidant aussi sur le plan sanitaire, économique et administratif. Luxton finit peu à peu à dépasser le cadre mercantile de leurs relations, et il poussa les Indiens à conserver leurs traditions originales et à développer leur artisanat : il créa les Indian Days, contribua à faire connaître la culture indienne, et transforma son magasin en musée. Les Amérindiens le nommèrent même « membre d'honneur » de leur tribu, et le baptisèrent « Bouclier Blanc ». Le Luxton Museum devint, par extensions successives, puis legs au Glenbow Museum (en 1963, après la mort de Luxton), et enfin acquisition par des fondations indiennes, le Buffalo Nations Luxton Museum (le Musée Luxton des Nations du Bison).
Luxton mourut le 26 octobre 1962, et c’est bien après sa mort que sa fille publia les notes que son père avait rédigées, mais qu'il gardait à l’usage de sa famille. 
Cependant, en Australie, Voss resté seul organisait des shows itinérants de Tilikum, et exposait aussi les objets d’art indien qu’il avait apportés de Colombie-Britannique. Voss fit ensuite voile pour la Tasmanie (comme Joshua Slocum avant lui), et fut accueilli à Hobart par la sœur de son ex-équipier Walter Begent. Selon Voss, la sœur de Begent ne lui témoigna pas d’animosité, et admit que la mort de Walter était due à une fortune de mer…
Voss, à partir de son escale tasmanienne et une fois écartés les soupçons d’homicide qui pesaient sur lui, sembla vouloir donner de lui une autre image que celle du beach-comber et du brawling jack-tar, du marin bambocheur. Il changea en particulier son nom en « Mac Voss ». Et en Nouvelle-Zélande il sera même fêté par la gentry locale : à Dunedin, Tilikum, hissée sur un char du corso, défilera « noyée sous les fleurs de la quille à la pomme du mât ».

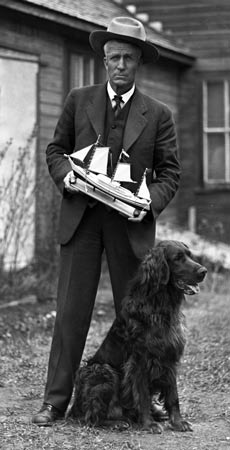
Norman Luxton (Mr Banff) en 1923, avec une maquette de Tilikum.

Voss donna en Nouvelle-Zélande une série de conférences. Lors de l’une d’elles son nouvel ami Horace Buckridge prit la parole, et annonça qu’il voulait devenir l’équipier du hardi navigateur nordique, et qu’il allait prochainement l’aider dans sa prochaine tentative : ride the surf (traverser la barre de rouleaux) pour venir accoster sur la plage de Sumno. Lui-même, ajouta Buckbridge, revenait du pôle Sud où il avait accompagné le capitaine Robert Scott, et il raconta quelques épisodes de l’expédition à laquelle il avait participé sur la Discovery. L’enthousiasme fut à son comble quand un lieutenant de Scott, Ernest Shackleton, futur explorateur du pôle Sud, vint féliciter Voss, se déclara heureux de faire sa connaissance, et lui administra un vigoureux shake-hand sous les applaudissements et les hourras de l’assistance fière des exploits de la race blanche.

## Troisième partie du voyage: de la Nouvelle-Zélande à Londres
Cependant, c’est avec comme équipier un certain Mac Millan, un homme cultivé, discret, bien élevé (et de véritable ascendance écossaise...) que Tilikum  quitta la Nouvelle-Zélande le 17 août 1902, cap sur les Nouvelles-Hébrides et la Grande Barrière. 
Ils passèrent par le Détroit de Torres, traversèrent l’Océan Indien, et arrivèrent à Durban, en Afrique du Sud, après de nombreuses aventures.  
Tilikum repartit d’Afrique du Sud avec un nouvel équipier. Après avoir passé le Cap de Bonne-Espérance, la pirogue attaqua l’Océan Atlantique et fit escale à Sainte-Hélène, puis accosta à Pernambouc (Brésil), où Voss était passé en 1877, comme jeune matelot, fraichement engagé sur son premier navire à phares carrés, le Prussia. Le consul britannique à Pernambouc demanda à Voss d’arborer dorénavant l’Union Jack au lieu du drapeau canadien, et « Mac Voss » n’y vit pas d’inconvénient, d’autant que l’Angleterre était son ultime destination. 

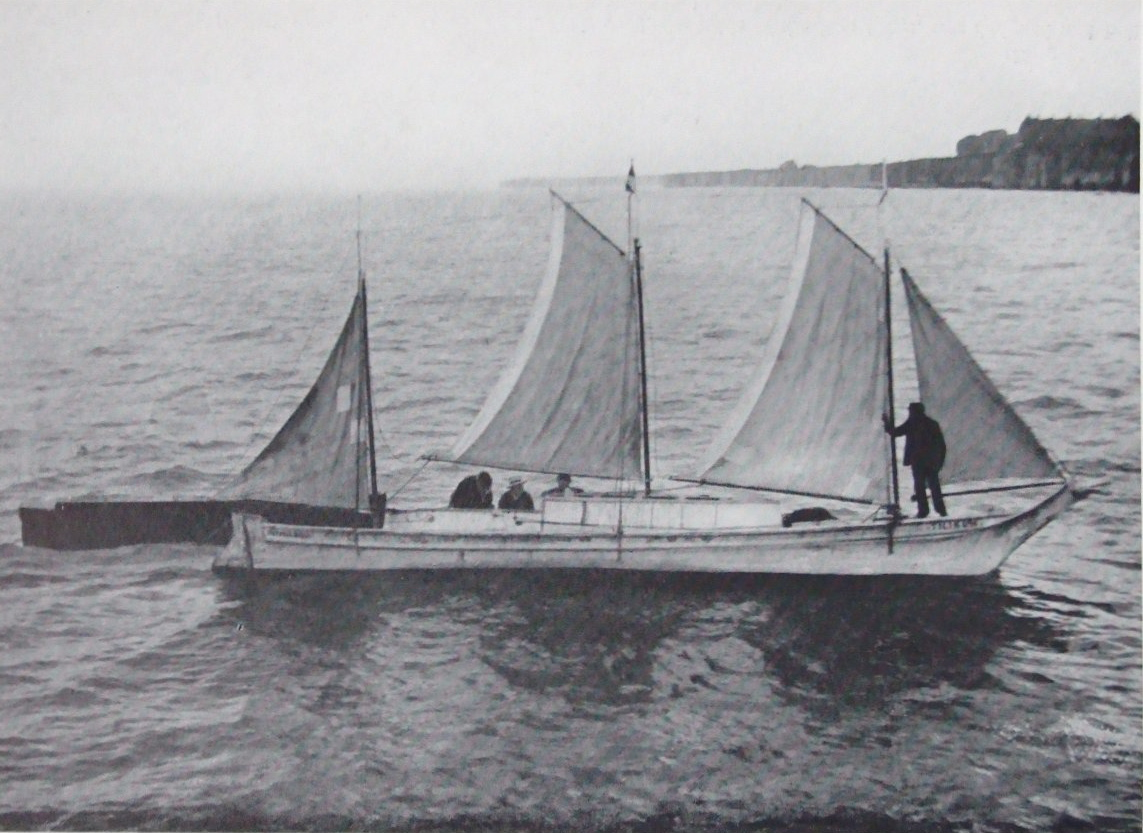
Tilikum à Margate, à la fin de l'été 1904. Voss est debout à l'avant

Après deux semaines d’escale à Pernambouc, Tilikum repartit, le 4 juin 1904, pour les Açores. Et à la fin de « the last leg », la dernière étape, elle parvint le 29 août 1904 à Margate, petit port du Kent. Il y avait des milliers de badauds sur la jetée, et on cria à Voss :

« D’où êtes-vous ?

— De Victoria, en Colombie-Britannique !

— Combien de temps avez-vous mis ?

— Trois ans, trois mois, et douze jours ! »
Tilikum remonta la Tamise et s’amarra aux docks de Londres en septembre 1904.
Voss fut fêté et lionized (devint l’objet de l’engouement populaire) en Angleterre après son périple de 40 000 milles. Il fit une tournée de conférences, et dit qu’on lui proposa même de le nommer membre de la Royal Geographical Society. Le projet semble en fait avoir été abandonné au bout de quelque temps, ce qui n’empêcha pas Voss de se présenter par la suite comme « Captain Jack Voss, F.R.G.S. ». 
Tilikum fut exposée à Earls Court en 1905, puis l’intérêt des foules tomba, Voss la vendit, et elle passa de mains en mains. Sa coque de western red cedar était imputrescible : en 1929, elle était à l’état d’épave, lying derelict, gisant abandonnée sur les rives de la Tamise. Elle fut alors cédée gracieusement par ses propriétaires, E.W.E. et A. Byford, du Greenwich Yacht Club, à des notables de Victoria (Colombie Britannique) sous la condition qu’elle serait exposée, mais sans but lucratif. Tilikum fut rapatriée par cargo en Colombie-Britannique, et exposée dans le Park Thunderbird (« parc Oiseau-Tonnerre ») de Victoria, à partir de juillet 1930. 
En 1965 le Club des Thermopyles prit sa restauration en charge. Depuis le 8 juin 1965, Tilikum est exposée au Musée maritime de la Colombie-Britannique (en).

## Épilogue
Voss revint en Colombie-Britannique, revendit en 1907 la part qu’il possédait dans un hôtel, et partit au Japon, où il travailla comme capitaine-phoquier jusqu'à l'interdiction de la chasse au phoque en 1911. Il se lança dans un nouveau tour du monde en 1912, mais son bateau, la Reine de la Mer, fut pris dans un typhon historique, et revint au port un mois plus tard under jury rig, sous gréement de fortune.
Voss revint à Victoria, constata que sa femme avait quitté le domicile conjugal, divorça. Il se remaria rapidement, mais sa deuxième épouse mourut de maladie au bout de quelques mois. Il partit alors pour la Californie, et se mit au volant d’une Ford pour assurer un jitney service (un navette à 5 cents le trajet) destiné aux touristes. Il mourut de pneumonie le 27 février 1922 à Tracy, en Californie.
Tilikum (« ami » en chinook) est aussi un nom donné de nos jours à des catamarans, des clubs nautiques, des clubs de vacances, et à une killer whale, une orque mâle du parc d'Orlando.  Tilikum Place est un carrefour de Seattle ; une statue du chef indien Seattle, de la tribu des Suquamish, y domine une fontaine.
Enfin, si Tilikum sèche dans un musée, son esprit continue à naviguer : une vieille pirogue de Nootka à l'abandon a été aménagée par un artiste de Colombie-Britannique, Godfrey Stephens. Il semble que ces pirogues de Nootka attirent les originaux : la coque de celle-ci est doublée de feuilles de cuivre, et Stephens l'a gréée en yawl (avec des voiles de jonque), baptisée Snookwis et (peut-être pour se mettre en accord culturel avec l’importante communauté d'origine nord-européenne qui vit sur la côte du Nord-Ouest du Pacifique), dotée d'une paire de dérives latérales à la hollandaise… C’est sa fille, Tilikum Stephens-Redding, une jeune actrice de cinéma, qui barre l’originale pirogue-jonque lors de réunions nautiques comme le Port-Townsend Wooden Boats Festival. On voit nettement sur les photos faites par John Kohnen que Snookwis est dotée du même nez agressif (cf. illustration en tête d'article) que ses sœurs qui, montées par des amérindiens hiératiques, allaient avec circonspection, en 1788, à la rencontre des vaisseaux du Capitaine John Meares.